# Brachyrhopala melaena
Brachyrhopala melaena là một loài ruồi trong họ Asilidae. Brachyrhopala melaena được Clements miêu tả năm 2000.